# Kaltenhausen (Eisenheim)
Kaltenhausen ist ein Gemeindeteil der Gemeinde Eisenheim im unterfränkischen Landkreis Würzburg in Bayern.

## Geografische Lage
Die Einöde liegt in der Gemarkung Untereisenheim im äußersten Süden des Eisenheimer Gemeindegebietes. Vom nördlich gelegenen Untereisenheim ist der Weiler etwa 935 m Luftlinie entfernt. Östlich, durch den Main getrennt, befindet sich der Volkacher Gemeindeteil Fahr im Landkreis Kitzingen. An der Staatsstraße St2260 im Süden steht das sogenannte Weiße Haus und liegt der Haltepunkt Eisenheim der Mainschleifenbahn.

## Geschichte
Erstmals erwähnt wurde Kaltenhausen im Jahr 1235, damals wurde der Ort „Caldenhusin“ genannt. Dennoch kann auf frühere Herrschaftsverhältnisse im Gebiet von Kaltenhausen geschlossen werden: Bereits 788 war das Kloster Fulda im Gebiet begütert. Es wurde im 12. Jahrhundert vom Steigerwaldkloster Ebrach abgelöst. Während des 13. Jahrhunderts wandelten die Mönche das Dorf zu einer Grangie um. 
Im Klosterurbar tauchte im Jahr 1340 die Curie Kaltenhausen auf. Damals gehörten mehrere Äcker und Weinberge zur Grangie. Im Jahr 1464 wurde Kaltenhausen von Fahr am Main an die nahe Gemeinde Untereisenheim verkauft. Untereisenheim bewirtschaftete die Markung weiter. Der Hof stand allerdings eine längere Zeit im 15. Jahrhundert leer. In einer Zehntbeschreibung von Prosselsheim aus dem Jahr 1575 wurde dann der „hof und die muel zu Kaltenhausen“ neuerlich erwähnt.
Im Jahr 1819 wurde in Kaltenhausen die Hochrein-Brauerei gegründet, sie wurde 1982 geschlossen. In den ehemaligen Brauereigebäude befindet sich heute ein Biergarten. Im Zuge der Gemeindegebietsreform in Bayern kam Kaltenhausen im Jahr 1978 zur neugebildeten Gemeinde Eisenheim.

## Baudenkmäler

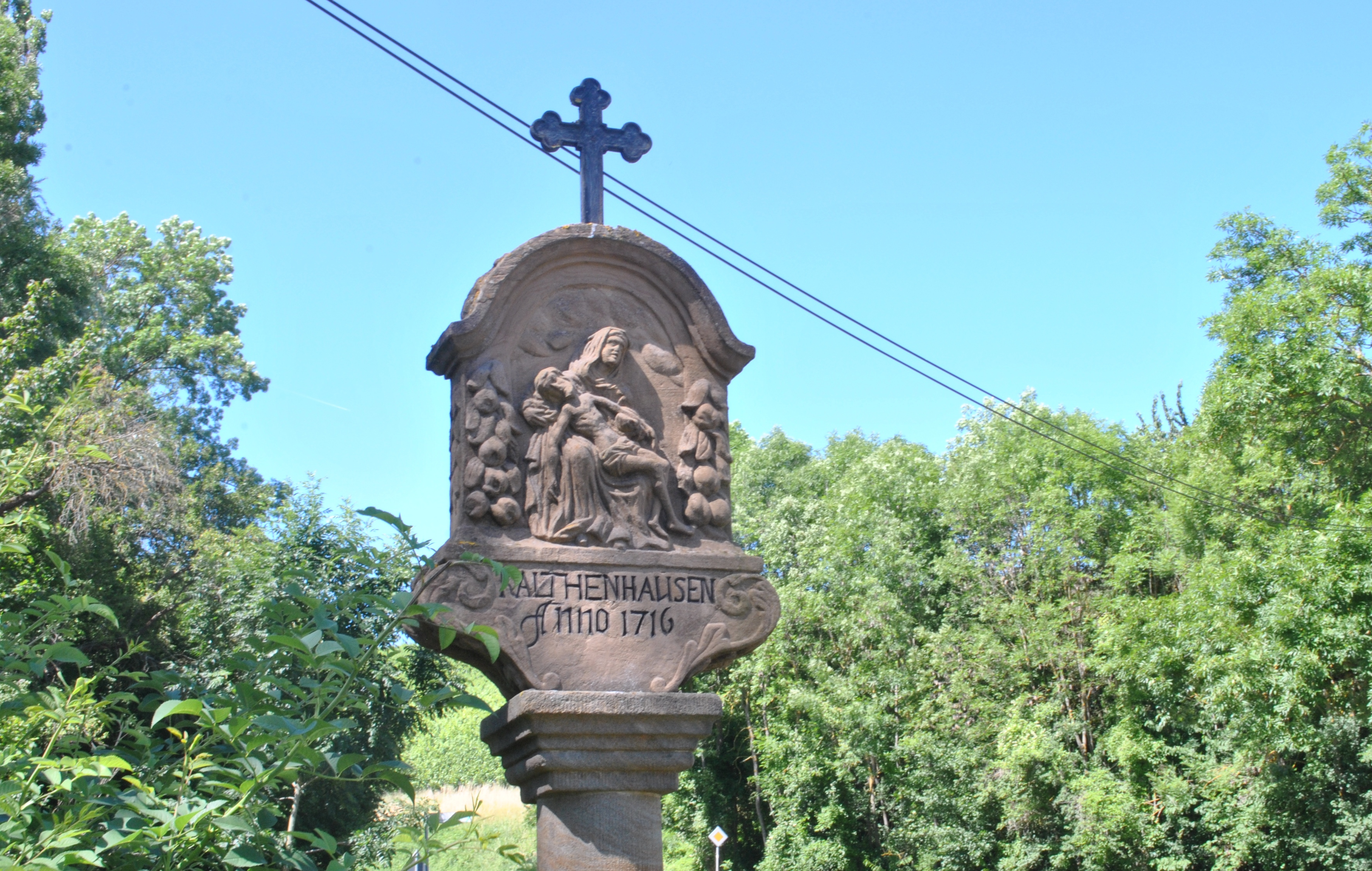
Ein Bildstock von 1716 um Kaltenhausen

Mehrere Bildstöcke stammen zumeist aus dem 18. Jahrhundert. Eine Besonderheit bilden die zwei Kreuzschlepper mit dem kreuztragenden Christus auf Kaltenhäuser Flur. Ebenfalls aus dem 18. Jahrhundert stammt eine kleine Kapelle,  ein kleiner Massivbau mit einem Walmdach. Die Mainfähre Fahr verbindet Kaltenhausen mit der nahegelegenen Mainschleife um Volkach.